# Bajka (település)
Bajka (szlovákul Bajka) község Szlovákiában, a Nyitrai kerület Lévai járásában.

## Fekvése
Lévától 14 km-re délnyugatra fekszik.

## Története
1286-ban "Bayka" néven említik először. 1302-ben "Boyka" alakban szerepel írott forrásban. Bars várjobbágyainak faluja volt, később több nemesi családé, köztük a Bajky, Sáróy családoké. 1601-ben 20 háza állt. 1715-ben kocsmája és 9 adózója volt. 1828-ban 26 házában 164 lakos élt, akik mezőgazdasággal és állattartással foglalkoztak.
Vályi András szerint "BAJKA. Magyar falu Bars Vármegyében, birtokosa Peli; ’s Nagy Uraságok, lakosai katolikusok, és reformátusok, fekszik Lévától egy, és 3/4 mértföldnyire. Határbéli földgye termékeny, réttye jó, fája is vagyon, legelője alkalmatos, vagyonnyainak eladására jó alkalmatossága; de mivel szőlő hegyei nintsenek, második Osztálybéli."
Fényes Elek szerint "Bajka, magyar falu, Bars vármegyében, N.-Sallóhoz északra 1 1/2 mfd. 80 kath. 102 ref. lak. Ref. anyatemplom. Földje, rétje, legelője elég és termékeny. Erdeje is van. F. u. többen. Ut. p. Léva."
A trianoni békeszerződésig Bars vármegye Lévai járásához tartozott. A háború után lakói főként a közeli nagybirtokokon dolgoztak. A község 1938 és 1945 között Magyarországhoz tartozott.
Ún. siska típusú kemence is ismert a faluból.

## Népessége
| Év:            | 1994. | 2004.   | 2014.   | 2024.   |
| -------------- | ----- | ------- | ------- | ------- |
| Emberek száma: | 323   | 335     | 321     | 332     |
| Eltérés:       |       | +3,71 % | -4,17 % | +3,42 % |

| Év:            | 2023. | 2024.   |
| -------------- | ----- | ------- |
| Emberek száma: | 336   | 332     |
| Eltérés:       |       | -1,19 % |

1910-ben 320 lakosából 314 magyar, 5 szlovák és 1 német anyanyelvű volt.
1991-ben 321 lakosából 230 szlovák, 87 magyar, valamint 2-2 cseh és cigány volt.
2001-ben 333 lakosából 242 szlovák és 89 magyar volt.
2011-ben 324 lakosából 259 szlovák és 58 magyar volt.
2021-ben 328 lakosából 31 (+6) magyar, 266 (+5) szlovák, 1 egyéb és 30 ismeretlen nemzetiségű volt.

## Nevezetességei

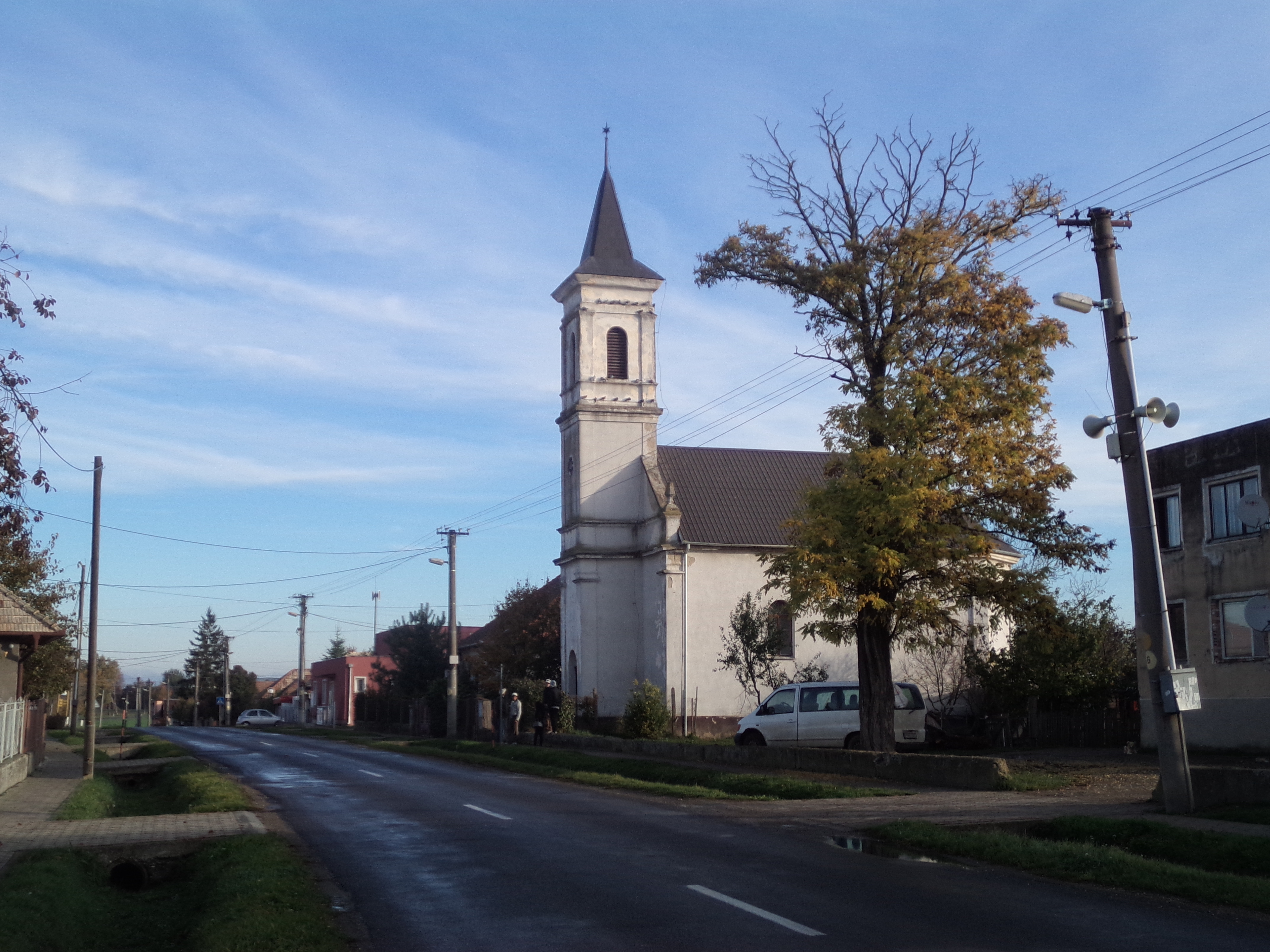

- Református temploma 1895-ben épült.
- Későbarokk kúriája a 18. század végén épült, a 20. században átépítették.